# Torrenticola kittatinniana
Torrenticola kittatinniana är en kvalsterart som beskrevs av Herbert Habeeb 1955. Torrenticola kittatinniana ingår i släktet Torrenticola och familjen Torrenticolidae. Inga underarter finns listade i Catalogue of Life.